# Flying Colors (álbum de Flying Colors)
Flying Colors es el primer álbum del grupo homónimo de Rock Progresivo. Fue producido por Peter Collins y Peter Evans y publicado por "Mascot Label Group" en 2012. Dicho álbum llegó al puesto 14 en la lista de álbumes de Rock Independiente y al puesto 81 de Billboard en los Estados Unidos.

## Canciones
Todas las canciones compuestas por Steve Morse, Dave LaRue, Neal Morse, Casey McPherson y Mike Portnoy, excepto la indicada.
1. "Blue Ocean" - 7:05.
2. "Shoulda Coulda Woulda" - 4:32.
3. "Kayla" - 5:20.
4. "The Storm" - 4:53.
5. "Forever in A Daze" - 3:56.
6. "Love Is What I'm Waiting For" (Flying Colors/Dwight A. Baker) - 3:36.
7. "Everything Changes" - 6:55.
8. "Better Than Walking Away" - 4:57.
9. "All Falls Down" - 3:22.
10. "Fool in My Heart" - 3:48.
11. "Infinite Fire" - 12:02.

## Músicos
- Steve Morse: Guitarras.
- Dave LaRue: Bajo.
- Neal Morse: Teclados y voces.
- Casey McPherson: Teclados, voces y guitarra rítmica.
- Mike Portnoy: Batería, percusión y voces.